# 花环夫人
《花环夫人》是2010年9月21日至12月7日于泰国第5电视台播放的一部泰国情感电视剧。该剧是根据2008年获奖的泰国情感小说《花环夫人》改编，内容讲述一个女人所经历三段感情的艰辛与因果，弘扬泰国女性的优良传统以及忍辱负重的高尚品格。
中国大陆于2011年6月引进国内各大电视台播放，国语剪切版为40集完结。（广外进审字(2011)第090号）

## 演员列表
- 拉媪 — 拼塔安·阿孔萨妮
- 尤德 — 普塔内·宏玛诺博
- 特博 — 萨哈拉·桑卡布理查
- 迪拉卢王 — 颂恩·宋帕山
- 嫣儿 — 婉娜拉·宋提查
- 童帕拉 — 沃恩吉莱·勒姆威拉伊
- 叻尔翁 — 琵亚达·阿卡拉塞尼

## 主创人员
- 监制：帕拉尼帕拉梦
- 总策划：思醇·阿恩吞甘哈
- 策划：披姆恰侬·伞卡偶、素维孟·昂顾瓦塔纳
- 编剧：威尼查绲
- 艺术总监：帕云·妲思
- 总制片：塔绲格里昂德·维拉皖、尼鹏·披偶内
- 导演：帕翁·赞童思里